# Убийство Биньямина Ахимеира
12 апреля 2024 года 14-летний Биньямин Ахимеир (6 июля 2009 — 12 апреля 2024) (ивр. בנימין אחימאיר) покинул ферму недалеко от израильского форпоста Малахей ха-Шалом для выпаса овец. Вскоре связь с ним была потеряна, он был объявлен пропавшим без вести, и началась поисковая операция. На следующий день тело Биньямина было обнаружено дроном неподалёку от места, где он пропал. Причиной его смерти стали ножевые ранения в сочетании с тупой травмой головы, нанесённой камнем. Через 10 дней израильскими силами безопасности был задержан житель палестинского городка Дума по имени Ахмад Дуабше, признавшийся в убийстве ребёнка.

## Пропажа и обнаружение тела
Около 6:30 утра Ахимеир покинул ферму Галь недалеко от форпоста Малахей ха-Шалом, примерно в 2 км от палестинской деревни аль-Мугайир, для выпаса овец. Стадо вернулось на ферму без него, после чего он был объявлен пропавшим без вести. Его сестра Хана рассказала агентству Франс Пресс, что он был знаком с этим районом и часто пас там овец. Первоначально израильские военные не были уверены, связана ли пропажа ребёнка с терроризмом.
Инцидент вызвал масштабную поисковую операцию с участием израильских наземных и воздушных сил, а также полицейских и спецслужб. К поискам Ахимеира присоединились тысячи волонтёров со всей страны. На место происшествия прибыли, чтобы возглавить поиски, командующий Центральным военным округом Йехуда Фукс и командующий территориальной дивизией Иудеи и Самарии бригадный генерал Яаков Дольф.
13 апреля тело Ахимеира было обнаружено в том же районе, где он пропал, после 24-часовых поисков, дроном, которым управлял 636-й отряд Корпуса сбора боевых разведданных погранвойск Израиля. Тело обнаружил Элиягу Либман, отец одного из заложников, похищенных ХАМАС при вторжении 7 октября 2023 года и удерживаемых в секторе Газа. Личные вещи и одежда убитого, найденные разбросанными вокруг тела, были переданы полиции. Один из участников поисковой операции отметил спланированный характер убийства. В совместном заявлении ЦАХАЛ, ШАБАК и полиции сообщалось, что Биньямин Ахимеир был «убит в результате теракта».
Похороны Биньямина Ахимеира прошли 14 апреля в районе Гиват-Шауль в Иерусалиме, городе, откуда он был родом. На мероприятии присутствовали сотни людей, в том числе главные раввины Израиля Давид Лау и Ицхак Йосеф, а также депутат Кнессета Цви Суккот.

## Расследование и задержание террориста
В результате расследования, 22 апреля в ходе совместной операции ШАБАК, полиции, погранслужбы и израильской армии в городке Дума (около Шхема) антитеррористическим подразделением ЯМАМ был арестован проживавший там 21-летний Ахмад Дуабше, разыскивавшийся по подозрению в убийстве Биньямина Ахимеира. Дуабше признался в совершении убийства.

## Акции возмездия израильских поселенцев
После исчезновения Ахимеира в близлежащих палестинских деревнях произошли нападения израильских поселенцев, усилившиеся после обнаружения его тела. Не менее двух палестинцев было при этом убито, и несколько были ранены. Министр обороны Йоав Галант заявил, что опечален смертью мальчика, и призвал поселенцев не препятствовать силам безопасности в их охоте на террористов, отметив: «ваши попытки отомстить затруднят нашим солдатам выполнение их работы — поиска убийц. Не следует брать закон в свои руки». Для восстановления порядка ЦАХАЛ ввёл в район дополнительные войска и пограничную полицию.

## Политический резонанс
Израильский премьер-министр Биньямин Нетаньяху сразу же после теракта обещал, что виновные будут найдены, и призвал израильтян не вставать на пути сил безопасности. Жёстко осудив убийство ребёнка, он выразил соболезнование семье Ахимеир. Убийство было осуждено Госдепартаментом США, выразившим сочувствие друзьям и родным Ахимеира, а также Великобританией и Бельгией.